# Olympische Winterspiele 2018/Eishockey (Frauen)/Qualifikation
Die Qualifikation zum olympischen Eishockeyturnier der Frauen 2018 wurde zwischen Oktober 2016 und Februar 2017 ausgetragen. Dabei wurden zwei Plätze des Endturniers ausgespielt. Dazu kamen die fünf besten Nationen der IIHF-Weltrangliste des Jahres 2016 sowie Südkorea als Ausrichter.
Die zwei Plätze wurden in einem mehrstufigen System zwischen 22 Teilnehmern ausgespielt. Die Einstufung erfolgte ebenfalls nach dem Stand der IIHF-Weltrangliste 2016. In der letzten Qualifikationsrunde sicherten sich die Schweiz und Japan die verbleibenden zwei freien Plätze im olympischen Eishockeyturnier.

## Direkte Qualifikation
Für das olympische Turnier qualifizierten sich neben dem Ausrichter Südkorea die ersten fünf Nationen der IIHF-Weltrangliste nach Abschluss der Weltmeisterschaft 2016 direkt:
| Rang | Land                | WM 2016 (100 %) | WM 2015 (75 %) | WM 2014 (50 %) | OS 2014 (50 %) | WM 2013 (25 %) | Summe |
| ---- | ------------------- | --------------- | -------------- | -------------- | -------------- | -------------- | ----- |
| 1    | Vereinigte Staaten  | 1200            | 1200           | 1160           | 1160           | 1200           | 3560  |
| 2    | Kanada              | 1160            | 1160           | 1200           | 1200           | 1160           | 3520  |
| 3    | Finnland            | 1100            | 1120           | 1060           | 1060           | 1100           | 3275  |
| 4    | Russland            | 1120            | 1100           | 1040           | 1040           | 1120           | 3265  |
| 5    | Schweden            | 1060            | 1060           | 1100           | 1100           | 1020           | 3210  |
| 6    | Schweiz             | 1020            | 1040           | 1120           | 1120           | 1040           | 3180  |
| 7    | Japan               | 1000            | 1020           | 1000           | 1000           | 960            | 3005  |
| 8    | Deutschland         | 960             | 1000           | 1020           | 1020           | 1060           | 2995  |
| 9    | Tschechien          | 1040            | 960            | 960            | 960            | 1000           | 2970  |
| 10   | Dänemark            | 900             | 900            | 920            | 940            | 940            | 2740  |
| 11   | Österreich          | 920             | 940            | 880            | 840            | 900            | 2710  |
| 12   | Frankreich          | 940             | 920            | 900            | 820            | 840            | 2700  |
| 13   | Norwegen            | 880             | 880            | 940            | 920            | 880            | 2690  |
| 14   | Slowakei            | 860             | 840            | 860            | 880            | 920            | 2590  |
| 15   | Lettland            | 820             | 860            | 840            | 740            | 860            | 2470  |
| 16   | Volksrepublik China | 760             | 800            | 820            | 900            | 780            | 2415  |
| 17   | Ungarn              | 840             | 780            | 800            | 720            | 720            | 2365  |
| 18   | Kasachstan          | 800             | 720            | 740            | 860            | 760            | 2330  |
| 19   | Niederlande         | 740             | 820            | 780            | 760            | 820            | 2330  |
| 20   | Italien             | 780             | 760            | 720            | 800            | 700            | 2285  |
| …    | …                   |                 |                |                |                |                | …     |
| 23   | Südkorea            | 700             | 680            | 680            | 640            | 600            | 2020  |

## Modus
Die Nationalmannschaften ab dem Weltranglistenplatz 6 spielten zwischen Oktober 2016 und Februar 2017 die beiden verbleibenden Plätze in einem mehrstufigen System in Qualifikationsturnieren aus. Insgesamt meldeten 22 Länder für die sieben Turniere.
Nach der Vorqualifikation (Gruppe J), deren Gruppensieger sich für die erste Runde qualifizierte, spielten die weiteren sieben Mannschaften auf den Weltranglistenplätzen 18 bis 27 (Gastgeber Südkorea war automatisch qualifiziert, Kroatien und Nordkorea verzichteten auf eine Teilnahme) jeweils in zwei Vierergruppen (G & H) die beiden Gruppensieger aus. Die Gewinner der ersten Qualifikationsrunde und die sechs Nationalteams auf den Weltranglistenplätze 12 bis 17 trafen in der zweiten Qualifikationsrunde in zwei Gruppen (E & F) à vier Mannschaften aufeinander. Nur die beiden Gruppensieger erreichten die dritte Qualifikationsrunde, in der sie auf die sechs Mannschaften trafen, die in der Weltrangliste die Plätze 6 bis 11 belegten. Dort wurde erneut in zwei Gruppen (C & D) mit jeweils vier Mannschaften gespielt. Die jeweiligen Gruppensieger qualifizierten sich schließlich für das olympische Eishockeyturnier.
Unter den nichtqualifizierten Nationen bildete die Internationale Eishockey-Föderation eine Rangfolge, die auch in die IIHF-Weltrangliste 2018 einging.

## Vorqualifikation
Im Oktober 2016 fand ein Vorqualifikationsturnier statt. Daran nahmen die drei angemeldeten Mannschaften mit dem niedrigsten Weltranglistenplatz teil und ermittelten den achten Teilnehmer an der ersten Qualifikationsrunde. Der Gastgeber der Vorqualifikation war die in der Weltrangliste am höchsten platzierte der teilnahmeberechtigten Mannschaften. Der Ausrichter des Turniers war der mexikanische Verband. Der Sieger der Vorqualifikationsturnier wurde die Mannschaft von Mexiko, die sich damit für das Qualifikationsturnier der Gruppe G qualifizierte.
Gruppe J
| 7. Oktober 2016 20:30 Uhr (Ortszeit) | 8. Oktober 2016 3:30 Uhr (MESZ) | Hongkong | 2:8 (1:4, 1:3, 0:1) Spielbericht | Türkei | Icedome, Mexiko-Stadt Zuschauer: 50 |

| 8. Oktober 2016 20:00 Uhr | 9. Oktober 2016 3:00 Uhr | Mexiko | 13:0 (5:0, 5:0, 3:0) Spielbericht | Hongkong | Icedome, Mexiko-Stadt Zuschauer: 1.000 |

| 9. Oktober 2016 16:00 Uhr | 10. Oktober 2016 2:00 Uhr | Türkei | 5:11 (1:5, 2:2, 2:4) Spielbericht | Mexiko | Icedome, Mexiko-Stadt Zuschauer: 700 |

| Pl. |          | Sp | S | OTS | OTN | N | Tore  | Punkte |
| 1.  | Mexiko   | 2  | 2 | 0   | 0   | 0 | 24:05 | 6      |
| 2.  | Türkei   | 2  | 1 | 0   | 0   | 1 | 13:13 | 3      |
| 3.  | Hongkong | 2  | 0 | 0   | 0   | 2 | 02:21 | 0      |

Abkürzungen: Pl. = Platz, Sp = Spiele, S = Siege, OTS = Siege nach Verlängerung (Overtime) oder Penaltyschießen, OTN = Niederlagen nach Verlängerung oder Penaltyschießen, N = Niederlagen

Erläuterungen: Qualifikant für die erste Qualifikationsrunde

## Erste Qualifikationsrunde
Im November 2016 wurden die zwei Qualifikationsturniere der ersten Runde ausgespielt. Daran nahmen die sieben gemeldeten Mannschaften ab Weltranglistenplatz 18 nach Abschluss der Weltmeisterschaft 2016 sowie Mexiko, der Sieger aus der Vorqualifikation, teil. Die erste Qualifikationsrunde wurde in zwei Gruppen ausgespielt. Als Gastgeber fungierten Kasachstan und Spanien. Die Sieger der ersten Qualifikationsrunde wurden die Mannschaften aus Kasachstan und Italien, die daher am Qualifikationsturnier in den Gruppen E und F teilnehmen durften.

### Gruppe G
| 3. November 2016 15:00 Uhr (Ortszeit) | 3. November 2016 10:00 Uhr (MEZ) | Großbritannien | 3:2 (0:2, 0:0, 3:0) Spielbericht | Mexiko | Barys Arena, Astana Zuschauer: 102 |

| 3. November 2016 19:00 Uhr | 3. November 2016 14:00 Uhr | Polen | 1:4 (1:1, 0:3, 0:0) Spielbericht | Kasachstan | Barys Arena, Astana Zuschauer: 465 |

| 4. November 2016 15:00 Uhr | 4. November 2016 10:00 Uhr | Großbritannien | 3:4 (0:2, 2:1, 1:1) Spielbericht | Polen | Barys Arena, Astana Zuschauer: 152 |

| 4. November 2016 19:00 Uhr | 4. November 2016 14:00 Uhr | Kasachstan | 3:1 (2:0, 1:0, 0:1) Spielbericht | Mexiko | Barys Arena, Astana Zuschauer: 446 |

| 6. November 2016 12:00 Uhr | 6. November 2016 7:00 Uhr | Mexiko | 0:5 (0:0, 0:4, 0:1) Spielbericht | Polen | Barys Arena, Astana Zuschauer: 183 |

| 6. November 2016 16:00 Uhr | 6. November 2016 11:00 Uhr | Kasachstan | 3:1 (2:0, 0:0, 1:1) Spielbericht | Großbritannien | Barys Arena, Astana Zuschauer: 861 |

| Pl. |                | Sp | S | OTS | OTN | N | Tore  | Punkte |
| 1.  | Kasachstan     | 3  | 3 | 0   | 0   | 0 | 10:03 | 9      |
| 2.  | Polen          | 3  | 2 | 0   | 0   | 1 | 10:07 | 6      |
| 3.  | Großbritannien | 3  | 1 | 0   | 0   | 2 | 07:09 | 3      |
| 4.  | Mexiko         | 3  | 0 | 0   | 0   | 3 | 03:11 | 0      |

Abkürzungen: Pl. = Platz, Sp = Spiele, S = Siege, OTS = Siege nach Verlängerung (Overtime) oder Penaltyschießen, OTN = Niederlagen nach Verlängerung oder Penaltyschießen, N = Niederlagen

Erläuterungen: Qualifikant für die zweite Qualifikationsrunde

### Gruppe H
| 4. November 2016 16:30 Uhr (Ortszeit) | Slowenien | 1:14 (0:4, 0:6, 1:4) Spielbericht | Niederlande | Palacio del Hielo Txuri Urdin Izotz Jauregia, Donostia-San Sebastián Zuschauer: 174 |

| 4. November 2016 20:00 Uhr | Italien | 2:0 (0:0, 1:0, 1:0) Spielbericht | Spanien | Palacio del Hielo Txuri Urdin Izotz Jauregia, Donostia-San Sebastián Zuschauer: 252 |

| 5. November 2016 16:30 Uhr | Italien | 8:1 (2:1, 1:0, 5:0) Spielbericht | Slowenien | Palacio del Hielo Txuri Urdin Izotz Jauregia, Donostia-San Sebastián Zuschauer: 120 |

| 5. November 2016 20:00 Uhr | Niederlande | 2:0 (1:0, 1:0, 0:0) Spielbericht | Spanien | Palacio del Hielo Txuri Urdin Izotz Jauregia, Donostia-San Sebastián Zuschauer: 357 |

| 6. November 2016 16:30 Uhr | Niederlande | 1:5 (0:3, 1:2, 0:0) Spielbericht | Italien | Palacio del Hielo Txuri Urdin Izotz Jauregia, Donostia-San Sebastián Zuschauer: 276 |

| 6. November 2016 20:00 Uhr | Spanien | 5:1 (4:1, 0:0, 1:0) Spielbericht | Slowenien | Palacio del Hielo Txuri Urdin Izotz Jauregia, Donostia-San Sebastián Zuschauer: 168 |

| Pl. |             | Sp | S | OTS | OTN | N | Tore  | Punkte |
| 1.  | Italien     | 3  | 3 | 0   | 0   | 0 | 15:02 | 9      |
| 2.  | Niederlande | 3  | 2 | 0   | 0   | 1 | 17:06 | 6      |
| 3.  | Spanien     | 3  | 1 | 0   | 0   | 2 | 05:05 | 3      |
| 4.  | Slowenien   | 3  | 0 | 0   | 0   | 3 | 03:27 | 0      |

Abkürzungen: Pl. = Platz, Sp = Spiele, S = Siege, OTS = Siege nach Verlängerung (Overtime) oder Penaltyschießen, OTN = Niederlagen nach Verlängerung oder Penaltyschießen, N = Niederlagen

Erläuterungen: Qualifikant für die zweite Qualifikationsrunde

## Zweite Qualifikationsrunde
Die zweite Qualifikationsrunde fand zwischen dem 15. und 18. Dezember 2016 statt. Dabei genossen die in der Weltrangliste Besserplatzierten das Recht, das Turnier auszurichten. Frankreich und Norwegen machten von diesem Recht Gebrauch.

### Gruppe E
| 15. Dezember 2016 16:00 Uhr (Ortszeit) | Lettland | 2:3 (2:0, 0:2, 0:1) Spielbericht | Italien | Aren’ice, Cergy-Pontoise Zuschauer: 92 |

| 15. Dezember 2016 19:30 Uhr | Volksrepublik China | 0:3 (0:0, 0:2, 0:1) Spielbericht | Frankreich | Aren’ice, Cergy-Pontoise Zuschauer: 707 |

| 16. Dezember 2016 16:00 Uhr | Lettland | 4:2 (2:0, 1:2, 1:0) Spielbericht | Volksrepublik China | Aren’ice, Cergy-Pontoise Zuschauer: 85 |

| 16. Dezember 2016 19:30 Uhr | Frankreich | 3:1 (0:0, 1:0, 2:1) Spielbericht | Italien | Aren’ice, Cergy-Pontoise Zuschauer: 800 |

| 18. Dezember 2016 16:00 Uhr | Italien | 3:0 (0:0, 1:0, 2:0) Spielbericht | Volksrepublik China | Aren’ice, Cergy-Pontoise Zuschauer: 153 |

| 18. Dezember 2016 19:30 Uhr | Frankreich | 8:1 (4:0, 3:0, 1:1) Spielbericht | Lettland | Aren’ice, Cergy-Pontoise Zuschauer: 928 |

| Pl. |                     | Sp | S | OTS | OTN | N | Tore  | Punkte |
| 1.  | Frankreich          | 3  | 3 | 0   | 0   | 0 | 14:02 | 9      |
| 2.  | Italien             | 3  | 2 | 0   | 0   | 1 | 07:05 | 6      |
| 3.  | Lettland            | 3  | 1 | 0   | 0   | 2 | 07:13 | 3      |
| 4.  | Volksrepublik China | 3  | 0 | 0   | 0   | 3 | 02:10 | 0      |

Abkürzungen: Pl. = Platz, Sp = Spiele, S = Siege, OTS = Siege nach Verlängerung (Overtime) oder Penaltyschießen, OTN = Niederlagen nach Verlängerung oder Penaltyschießen, N = Niederlagen

Erläuterungen: Qualifikant für die dritte Qualifikationsrunde

### Gruppe F
| 16. Dezember 2016 15:00 Uhr (Ortszeit) | Slowakei | 3:0 (1:0, 0:0, 2:0) Spielbericht | Kasachstan | DNB Arena, Stavanger Zuschauer: 48 |

| 16. Dezember 2016 18:30 Uhr | Ungarn | 0:4 (0:1, 0:3, 0:0) Spielbericht | Norwegen | DNB Arena, Stavanger Zuschauer: 331 |

| 17. Dezember 2016 15:00 Uhr | Slowakei | 0:2 (0:0, 0:0, 0:2) Spielbericht | Ungarn | DNB Arena, Stavanger Zuschauer: 70 |

| 17. Dezember 2016 18:30 Uhr | Norwegen | 5:0 (1:0, 1:0, 3:0) Spielbericht | Kasachstan | DNB Arena, Stavanger Zuschauer: 216 |

| 18. Dezember 2016 14:30 Uhr | Kasachstan | 2:5 (0:0, 1:3, 1:2) Spielbericht | Ungarn | DNB Arena, Stavanger Zuschauer: 34 |

| 18. Dezember 2016 18:00 Uhr | Norwegen | 6:2 (1:0, 2:2, 3:0) Spielbericht | Slowakei | DNB Arena, Stavanger Zuschauer: 244 |

| Pl. |            | Sp | S | OTS | OTN | N | Tore  | Punkte |
| 1.  | Norwegen   | 3  | 3 | 0   | 0   | 0 | 15:02 | 9      |
| 2.  | Ungarn     | 3  | 2 | 0   | 0   | 1 | 07:06 | 6      |
| 3.  | Slowakei   | 3  | 1 | 0   | 0   | 2 | 05:08 | 3      |
| 4.  | Kasachstan | 3  | 0 | 0   | 0   | 3 | 02:13 | 0      |

Abkürzungen: Pl. = Platz, Sp = Spiele, S = Siege, OTS = Siege nach Verlängerung (Overtime) oder Penaltyschießen, OTN = Niederlagen nach Verlängerung oder Penaltyschießen, N = Niederlagen

Erläuterungen: Qualifikant für die dritte Qualifikationsrunde

## Dritte Qualifikationsrunde
Die dritte Qualifikationsrunde fand vom 9. bis 12. Februar 2017 statt. Dabei genossen die beiden auf den ersten Platz gesetzten Mannschaften das Recht, über den Ort der Ausrichtung zu bestimmen und machten davon auch Gebrauch.

### Gruppe C
Die Spiele der Gruppe C der dritten Qualifikationsrunde fanden vom 9. bis 12. Februar 2017 im Sport- und Kongresszentrum im schweizerischen Ferien- und Erholungsort Arosa statt. Nachdem Gastgeber Schweiz und Tschechien die beiden ersten Spiele gewonnen hatten, musste das letzte Spiel der beiden Teams vor über 1.300 Zuschauern über das Erreichen der Olympischen Winterspiele entscheiden. Dabei setzte sich die Schweiz durch einen 4:1-Sieg souverän durch.
| 9. Februar 2017 16:00 Uhr (Ortszeit) | Dänemark J. Langsager (49:48) | 1:6 (0:2, 0:3, 1:1) Spielbericht | Schweiz A. Müller (9:18) C. Meier (14:06) L. Stalder (33:18) S. Zollinger (35:44) L. Stalder (39:00) L. Stalder (51:43) | Sport- und Kongresszentrum, Arosa Zuschauer: 450 |

| 9. Februar 2017 20:00 Uhr | Tschechien D. Křížová (4:15) M. Pejzlová (17:25) A. Lédlová (32:09) D. Křížová (35:35) L. Manhartová (38:30) | 5:0 (2:0, 3:0, 0:0) Spielbericht | Norwegen | Sport- und Kongresszentrum, Arosa Zuschauer: 150 |

| 11. Februar 2017 16:00 Uhr | Schweiz L. Stalder (2:27) L. Stalder (33:15) E. Raselli (54:49) L. Stalder (59:48) | 4:1 (1:1, 1:0, 2:0) Spielbericht | Norwegen S. Holøs (6:50) | Sport- und Kongresszentrum, Arosa Zuschauer: 1.123 |

| 11. Februar 2017 20:00 Uhr | Tschechien V. Přibylová (12:53) L. Povová (22:36) S. Kolowratová (31:18) V. Přibylová (33:59) | 4:3 (1:1, 3:1, 0:1) Spielbericht | Dänemark J. Jakobsen (7:13) J. Høegh Persson (32:22) A. Andersen (48:35) | Sport- und Kongresszentrum, Arosa Zuschauer: 106 |

| 12. Februar 2017 16:00 Uhr | Schweiz A. Müller (34:19) L. Stalder (39:42) A. Müller (49:06) L. Stalder (59:26) | 4:1 (0:1, 2:0, 2:0) Spielbericht | Tschechien A. Lédlová (17:57) | Sport- und Kongresszentrum, Arosa Zuschauer: 1.342 |

| 12. Februar 2017 20:00 Uhr | Norwegen A. Dalen (27:23) A. Olafsen (27:54) M. Haug Hansen (30:50) M. Sirum (36:55) A. Dalen (44:40) | 5:1 (0:1, 4:0, 1:0) Spielbericht | Dänemark M. Brix (4:31) | Sport- und Kongresszentrum, Arosa Zuschauer: 104 |

| Pl. |            | Sp | S | OTS | OTN | N | Tore  | Punkte |
| 1.  | Schweiz    | 3  | 3 | 0   | 0   | 0 | 14:03 | 9      |
| 2.  | Tschechien | 3  | 2 | 0   | 0   | 1 | 10:07 | 6      |
| 3.  | Norwegen   | 3  | 1 | 0   | 0   | 2 | 06:10 | 3      |
| 4.  | Dänemark   | 3  | 0 | 0   | 0   | 3 | 05:15 | 0      |

Abkürzungen: Pl. = Platz, Sp = Spiele, S = Siege, OTS = Siege nach Verlängerung (Overtime) oder Penaltyschießen, OTN = Niederlagen nach Verlängerung oder Penaltyschießen, N = Niederlagen

Erläuterungen: Qualifikant für die Olympischen Winterspiele

### Gruppe D
Die Spiele der Gruppe D der dritten Qualifikationsrunde fanden vom 9. bis 12. Februar 2017 in der Hakuchō Arīna in der japanischen Hafenstadt Tomakomai statt. Nachdem Gastgeber Japan und Deutschland die beiden ersten Spiele gewonnen hatten, musste das letzte Spiel der beiden Teams vor über 3.100 Zuschauern über das Erreichen der Olympischen Winterspiele entscheiden. Dabei setzte sich Japan durch einen 3:1-Sieg souverän durch.
| 9. Februar 2017 14:30 Uhr (Ortszeit) | 9. Februar 2017 6:30 Uhr (MEZ) | Deutschland S. Kratzer (34:58) M. Delarbre (58:56) M. Anwander (PS) | 3:2 n. P. (0:1, 1:0, 1:1, 0:0, 1:0) Spielbericht | Frankreich M. Allemoz (16:07) L. Baudrit (44:54) | Hakuchō Arīna, Tomakomai Zuschauer: 450 |

| 9. Februar 2017 18:00 Uhr | 9. Februar 2017 10:00 Uhr | Österreich E. Kantor (19:29) | 1:6 (1:1, 0:2, 0:3) Spielbericht | Japan H. Kubo (17:21) S. Koike (22:53) H. Kubo (26:53) S. Ono (43:41) H. Kubo (56:50) A. Nakamura (58:10) | Hakuchō Arīna, Tomakomai Zuschauer: 1.835 |

| 11. Februar 2017 14:30 Uhr | 11. Februar 2017 6:30 Uhr | Deutschland A. Lanzl (6:00) T. Eisenschmid (13:46) D. Gleißner (53:00) K. Spielberger (53:22) | 4:1 (2:1, 0:0, 2:0) Spielbericht | Österreich E. Kantor (6:52) | Hakuchō Arīna, Tomakomai Zuschauer: 851 |

| 11. Februar 2017 18:00 Uhr | 11. Februar 2017 10:00 Uhr | Japan A. Nakamura (2:21) H. Toko (23:26) H. Kubo (53:03) R. Ukita (57:37) | 4:1 (1:0, 1:1, 2:0) Spielbericht | Frankreich M. Allemoz (31:35) | Hakuchō Arīna, Tomakomai Zuschauer: 2.597 |

| 12. Februar 2017 14:30 Uhr | 12. Februar 2017 6:30 Uhr | Frankreich M. Allemoz (36:27) G. Gendarme (51:40) E. Duvin (59:59) | 3:1 (0:0, 1:1, 2:0) Spielbericht | Österreich E. Beiter-Schwärzler (39:45) | Hakuchō Arīna, Tomakomai Zuschauer: 1.167 |

| 12. Februar 2017 18:00 Uhr | 12. Februar 2017 10:00 Uhr | Japan M. Fujimoto (27:44) S. Ono (30:50) H. Kubo (54:43) | 3:1 (0:0, 2:1, 1:0) Spielbericht | Deutschland T. Eisenschmid (36:30) | Hakuchō Arīna, Tomakomai Zuschauer: 3.111 |

| Pl. |             | Sp | S | OTS | OTN | N | Tore  | Punkte |
| 1.  | Japan       | 3  | 3 | 0   | 0   | 0 | 13:03 | 9      |
| 2.  | Deutschland | 3  | 1 | 1   | 0   | 1 | 08:06 | 5      |
| 3.  | Frankreich  | 3  | 1 | 0   | 1   | 1 | 06:08 | 4      |
| 4.  | Österreich  | 3  | 0 | 0   | 0   | 3 | 03:13 | 0      |

Abkürzungen: Pl. = Platz, Sp = Spiele, S = Siege, OTS = Siege nach Verlängerung (Overtime) oder Penaltyschießen, OTN = Niederlagen nach Verlängerung oder Penaltyschießen, N = Niederlagen

Erläuterungen: Qualifikant für die Olympischen Winterspiele